# Cosciniopsis declivis
Cosciniopsis declivis is een mosdiertjessoort uit de familie van de Gigantoporidae. De wetenschappelijke naam van de soort is voor het eerst geldig gepubliceerd in 1957 door Harmer.